# 枳椇属
枳椇属（学名：Hovenia）是鼠李科下的一个属，为落叶灌木或乔木植物。该属共有5种，分布于喜马拉雅至日本。

## 物种
本属包括以下物种：
- 枳椇 Hovenia acerba
- 北枳椇 Hovenia dulcis
- 毛果枳椇 Hovenia trichocarpa